# 아틀리 외르바르손
아틀리 외르바르손(아이슬란드어: Atli Örvarsson, 1970년 7월 7일 ~ )은 아이슬란드의 영화 음악 작곡가이다. 한스 짐머 사단의 일원으로 천사와 악마, 캐리비안의 해적 시리즈 등의 음악 작곡에 참여했다.

## 내력
버클리 음악 대학을 졸업하고 TV 시리즈 로앤오더 음악을 작곡했다. 그뒤 한스 짐머의 사단에 채용되어 미국 로스 앤젤레스에서 영화 음악 작곡가로 활동중이다.

## OST 작품들
- 유로비전 송 콘테스트: 파이어 사가 스토리
- 밴티지 포인트
- 바빌론 A.D.
- 시즌 오브 더 위치: 마녀 호송단
- 킬러의 보디가드
- 킬러의 보디가드2
- 더 퍼펙트 가이
- 헨젤과 그레텔: 마녀 사냥꾼
- 섀도우 헌터스: 뼈의 도시 (영화)
- 코드 (2009년 영화)
- 스튜어트 리틀 3
- 지랄발광 17세
- 슬레이브워
- 로앤오더
- 시카고 메드